# هیمدال (داکوتای شمالی)
هیمدال(به انگلیسی: Heimdal) شهری در ایالت داکوتای شمالی کشور ایالات متحده آمریکا است که جمعیت آن در سرشماری سال ۲۰۱۰ میلادی، ۲۷ نفر بوده‌است.